# Carantină

Pavilion de semnalizare „Lima” numit „Jackul Galben” care atunci când este arborat în port înseamnă că nava este sub carantină.

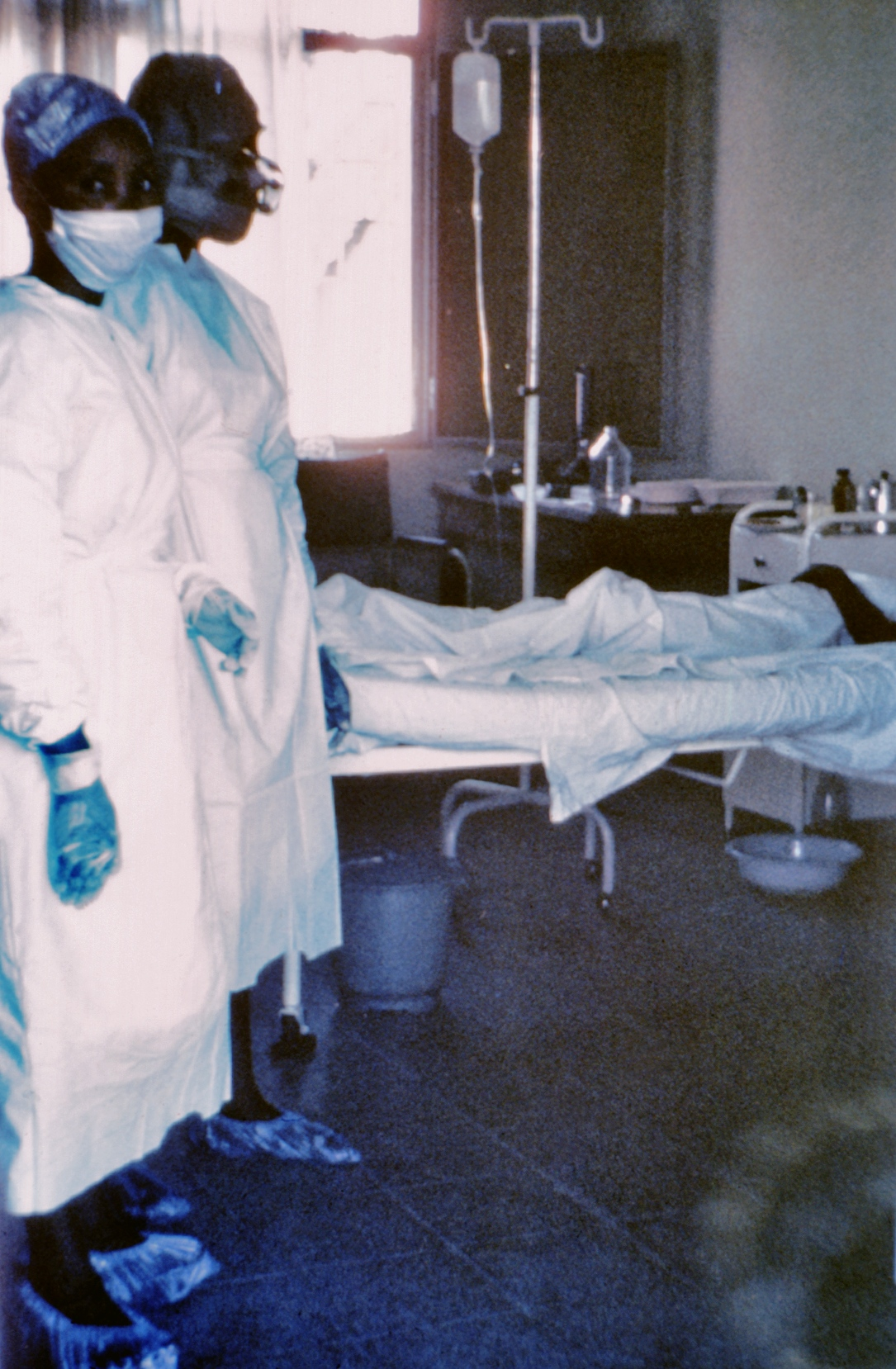
Carantină

Carantina este o restricție la circulația persoanelor și a mărfurilor care este destinată să prevină răspândirea bolii sau a dăunătorilor. Este adesea utilizat în legătură cu boala și maladia, împiedicând mișcarea celor care ar fi putut fi expuși la o boală transmisibilă, dar nu au un diagnostic medical confirmat. Termenul este adesea folosit sinonim cu izolare medicală, în care cei confirmați că sunt infectați cu o boală transmisibilă sunt izolați de populația sănătoasă.
Carantina poate fi folosită în mod interschimbabil cu cordon sanitaire și, deși termenii sunt înrudiți, cordon sanitaire se referă la restricția de circulație a persoanelor într-o zonă geografică definită, cum ar fi o comunitate, pentru a preveni răspândirea unei infecții.

## Etimologie
Cuvântul carantină provine dintr-o variantă venetă din secolul al XVII-lea a italienescului quaranta giorni, care înseamnă „patruzeci de zile”. Obiceiul de a instala carantina datează în Europa din Evul Mediu când toate navele venite din Orientul Apropiat trebuiau izolate înainte ca pasagerii și echipajul să poată merge pe uscat în timpul epidemiei de ciumă Moartea neagră. Carantina poate fi aplicată oamenilor, dar și animalelor de diferite tipuri, atât ca parte a controlului la frontieră, cât și în interiorul unei țări.

## Istorie

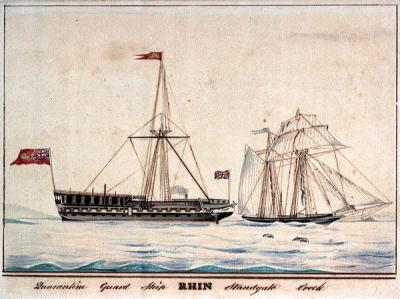
Nava de carantină Rhin, în larg la Sheerness. Sursa: National Maritime Museum of Greenwich, Londra

### Antic
O mențiune timpurie a izolării apare în cartea biblică a lui Levitic, scrisă în secolul al VII-lea î.Hr. sau poate mai devreme, care descrie procedura de separare a persoanelor infectate pentru a preveni răspândirea bolii în conformitate cu Legea lui Moise:
"Dacă pata strălucitoare de pe piele este albă, dar nu pare a fi mai mult de o pată la suprafața pielii și părul din ea nu a devenit alb, preotul trebuie să izoleze persoana afectată timp de șapte zile. În a șaptea zi, preotul trebuie să îl examineaze și dacă vede că durerea este neschimbată și nu s-a răspândit pe piele, trebuie să-l izoleze încă șapte zile ".

### Lumea islamică
Carantina involuntară la spital a grupurilor speciale de pacienți, inclusiv a celor cu lepră, a început de timpuriu în istoria islamică. Între anii 706 și 707 d.Hr., al șaselea califat Omeiad Al-Walid I a construit primul spital din Damasc și a emis un ordin de a izola pe cei infectați cu lepră de alți pacienți din spital. Practica carantinei involuntare pentru lepră în spitalele generale a continuat până în anul 1431, când otomanii au construit un spital de lepră în Edirne. În unele dintre aceste rapoarte au avut loc incidente de carantină în întreaga lume musulmană. Prima carantină a comunității involuntare care a fost documentată a fost înființată prin reforma de carantină otomană în 1838.

### Evul mediu și Renașterea
Cuvântul „carantină” provine din forma dialectică venețiană a italienescului quaranta giorni, însemnând „patruzeci de zile”. Acest lucru se datorează izolării de 40 de zile a navelor și a persoanelor practicate ca măsură de prevenire a bolilor legate de ciumă. Între 1348 și 1359, Moartea neagră a șters aproximativ 30% din populația Europei și un procent semnificativ din populația Asiei. Un astfel de dezastru a determinat guvernele să stabilească măsuri de retenție pentru a trata epidemiile recurente. Un document din 1377 prevede că, înainte de a intra în orașul Ragusa (Dubrovnik modern în Croația), noii veniți au trebuit să petreacă 30 de zile (un trentine) într-un loc restrâns (inițial insule din apropiere) așteptând să vadă dacă simptomele morții negre ar avea loc de dezvoltare. În 1448, Senatul venețian a prelungit perioada de așteptare la 40 de zile, dând astfel naștere termenului de „carantină”. Carantina de patruzeci de zile s-a dovedit a fi o formulă eficientă pentru tratarea focarelor de ciumă. Conform estimărilor actuale, ciuma bubonică a avut o perioadă de 37 de zile de la infecție până la moarte; prin urmare, carantinele europene ar fi avut un mare succes în determinarea stării de sănătate a echipajelor de la potențialele nave de comerț și furnizare.
Alte boli au împrumutat carantina înainte și după devastarea ciumei. Cei suferinzi de lepră au fost izolați istoric pe termen lung de societate și s-au făcut încercări de a verifica răspândirea sifilisului în nordul Europei după 1492, apariția febrei galbene în Spania la începutul secolului XIX și sosirea holerei asiatice în 1831.
Veneția a luat rolul de a lua măsuri pentru a verifica răspândirea ciumei, numind trei gardieni ai sănătății publice în primii ani ai morții negre (1348). Următoarea înregistrare a măsurilor preventive vine de la  Reggio/Modena în 1374. Veneția a fondat primul lazaret (pe o insulă mică învecinată cu orașul) în 1403. În 1467, Genova a urmat exemplul Veneției, iar în 1476, vechiul spital lepros din Marsilia a fost transformat în spital de ciumă. Marele lazaret din Marsilia, poate cel mai complet de acest gen, a fost fondat în 1526 pe insula Pomègues. Practica lazaretelor mediteraneene nu diferă de procedura engleză în comerțul levantin și nord-african. La sosirea holerei în 1831, au fost înființate câteva lazarete noi în porturile vestice, în special o unitate foarte extinsă în apropiere de Bordeaux, după care s-a transformat într-o altă utilizare.

## Legături externe
- Ayliffe, Graham A. J.; Mary P. English (2003). Hospital infection, From Miasmas to MRSA (PDF). Cambridge University Press. - Hardback ISBN: 0 521 81935 0; paperback ISBN: 0 521 53178 0
- Frati P: Quarantine, trade and health policies in Ragusa-Dubrovnik until the age of George Armmenius-Baglivi. Med Secoli. 2000;12(1):103-27. -Covering, specifically, the period from 1377 to the 17th Century
- Emerging Infectious Diseases- Contents, Volume 11, Number 2, February 2005
- Quarantine for SARS, Taiwan, February 2005, wwwnc.cdc.gov
- History of quarantine (from PBS NOVA)
- Cole, Jared P. (9 octombrie 2014). „Federal and State Quarantine and Isolation Authority” (PDF). Congressional Research Service.